# Championnats d'Amérique du Sud juniors d'athlétisme 1998
Navigation
Championnats d'Amérique du Sud juniors 1997 Championnats d'Amérique du Sud juniors 1999
La 30e édition des Championnats d'Amérique du Sud juniors d'athlétisme s'est déroulée à Córdoba les 16 et 17 mai 1998.

## Résultats

### Hommes
| Épreuves              | Or                              | Or             | Argent                       | Argent         | Bronze                          | Bronze         |
| --------------------- | ------------------------------- | -------------- | ---------------------------- | -------------- | ------------------------------- | -------------- |
| 100 mètres            | Jarbas Mascarenhas Brésil       | 10 s 59        | José Luis Herrera Colombie   | 10 s 73        | Gabriel Malateaux Brésil        | 10 s 74        |
| 200 mètres            | Heber Viera Uruguay             | 21 s 33 w      | Jarbas Mascarenhas Brésil    | 21 s 45 w      | Helly Ollarves Venezuela        | 21 s 60 w      |
| 400 mètres            | William Hernández Venezuela     | 47 s 57        | Damián Spector Argentine     | 47 s 58        | Vicente Erut Argentine          | 47 s 81        |
| 800 mètres            | Glauco da Silva Brésil          | 1 min 50 s 78  | Claudinei Vítor Brésil       | 1 min 50 s 98  | John Chávez Colombie            | 1 min 51 s 27  |
| 1 500 mètres          | Glauco da Silva Brésil          | 3 min 51 s 20  | André Domingos Brésil        | 3 min 52 s 17  | Juan Carlos de Bastos Argentine | 3 min 55 s 68  |
| 5 000 mètres          | Luiz Fernando Paula Brésil      | 14 min 34 s 31 | José Mansilla Argentine      | 14 min 35 s 78 | Gustavo Pereira Uruguay         | 14 min 45 s 39 |
| 10 000 mètres         | Javier Carriqueo Argentine      | 31 min 06 s 83 | Karin Marín Chili            | 31 min 08 s 07 | Luiz Fernando Paula Brésil      | 31 min 15 s 08 |
| 3 000 mètres steeple  | Juan Carlos de Bastos Argentine | 9 min 07 s 29  | Marcos Silva Uruguay         | 9 min 08 s 42  | Oscar Meza Paraguay             | 9 min 14 s 65  |
| 110 mètres haies      | Robson dos Santos Brésil        | 14 s 40        | Frederick Jezini Brésil      | 14 s 67        | Jackson Quiñónez Équateur       | 14 s 78        |
| 400 mètres haies      | Robson dos Santos Brésil        | 51 s 90        | Wendell Colares Brésil       | 52 s 21        | José Moncada Venezuela          | 52 s 82        |
| Saut en hauteur       | Alfredo Deza Pérou              | 2,23 m         | José Cáceras Pérou           | 2,08 m         | Wagner Príncipe Brésil          | 2,08 m         |
| Saut à la perche      | Gustavo Rehder Brésil           | 5,00 m         | Marcelo Terra Argentine      | 4,60 m         | Cristóbal Zegers Chili          | 4,50 m         |
| Saut en longueur      | Esteban Copland Venezuela       | 7,71 m         | Pablo Quiroga Chili          | 7,18 m         | Luciano Silva Brésil            | 7,10 m         |
| Triple saut           | Esteban Copland Venezuela       | 15,35 m        | Jorge Palacios Colombie      | 15,18 m        | Marcelo da Costa Brésil         | 14,98 m        |
| Lancer du poids       | Jhonny Rodríguez Colombie       | 16,62 m        | Ronny Jiménez Venezuela      | 16,52 m        | Jeberton Fermino Brésil         | 15,34 m        |
| Lancer du disque      | Julián Angulo Colombie          | 50,81 m        | Fernando Cornejo Pérou       | 47,51 m        | Rodrigo dos Santos Brésil       | 45,32 m        |
| Lancer du marteau     | Cristian Fernández Argentine    | 57,93 m        | Juan Palacios Argentine      | 54,05 m        | Luis Prieto Venezuela           | 51,36 m        |
| Lancer du javelot     | Edwin Cuesta Venezuela          | 69,68 m        | João Carlos Martins Brésil   | 64,60 m        | Tomas Kubler Chili              | 60,19 m        |
| Décathlon             | Édson Bindilatti Brésil         | 7 158 pts      | Enrique Aguirre Argentine    | 6 669 pts      | Camilo Aguirre Argentine        | 6 199 pts      |
| 10 km marche          | Mário dos Santos Brésil         | 42 min 14 s 02 | Luis Fernando López Colombie | 44 min 18 s 66 | Román Criollo Équateur          | 44 min 33 s 46 |
| Relais 4 × 100 mètres | Brésil                          | 40 s 93        | Venezuela                    | 41 s 41        | Chili                           | 42 s 00        |
| Relais 4 × 400 mètres | Brésil                          | 3 min 14 s 79  | Colombie                     | 3 min 18 s 80  | Venezuela                       | 3 min 20 s 06  |